# Michael Ironside
Michael Ironside (n. Frederick Reginald Ironside; la 12 februarie 1950, Toronto, Ontario) este un actor canadian.

## Filmografie

### Actor
- Outrageous! (1977) – Drunk
- For the Record (TV) (1978) – Policeman
- High-Ballin' (1978) – Butch
- Summer's Children (1979) – Pimp
- Stone Cold Dead (1979) – Murdered Police Detective
- The Littlest Hobo (TV) (1979) – Bill
- The Family Man (1979) – Bartender
- Clown White (1980) – Max
- Deadly Companion (1980) – Edgar
- Suzanne (1980) – Jimmy
- Coming Out Alive (1980) – Gateway
- Scanners (1981) – Darryl Revok
- Surfacing (1981) – Wayne
- Best Revenge (1982) – Dealer
- Visiting Hours (1982) – Colt Hawker
- American Nightmare (1983) – Sgt. Skylar
- Spacehunter: Adventures in the Forbidden Zone (1983) – Overdog
- The Sins of Dorian Gray (1983) – Alan Campbell
- The A-Team (TV) (1983) – Miler Crane
- Cross Country (1983) – Det. Sgt. Roersch
- Hill Street Blues (TV) (1983) – Schrader
- V: The Final Battle (TV) (1984) – Ham Tyler
- Mickey Spillane's Mike Hammer (TV) (1984) – Wade Bennett
- The Cap (1984)
- The Surrogate (1984) – George Kyber
- V: The Series (TV) (1984–1985) – Ham Tyler
- The Falcon and the Snowman (1985) – Lead FBI Agent
- Murder in Space (1985) – Captain Neil Braddock
- The Hitchhiker (TV) (1985) – Sheriff Lee
- Jo Jo Dancer, Your Life Is Calling (1986) – Det. Lawrence
- Top Gun (1986) – Lt. Cmdr. Rick "Jester" Heatherly
- Race for the Bomb (TV) (1987) – Werner Heisenberg
- Alfred Hitchcock Presents (TV) (1987) – Lt. Rick Muldoon
- Extreme Prejudice (1987) ... Major Paul Hackett
- Ford: The Man and the Machine (1987) – Harry Bennett
- Nowhere to Hide (1987) – Ben
- Hello Mary Lou: Prom Night II (1987) – Principal Billy "Bill" Nordham
- Danger Bay (TV) (1987) – Charles Fuller
- The Ray Bradbury Theater (TV) (1988) – Acton
- Hostile Takeover (1988) – Larry Gaylord
- Watchers (1988) – Lem Johnson
- Murder by Night (1989) – Det. Carl Madsen
- Mindfield (1989) – Kellen O'Reilly
- Thunderground (1989)
- Chaindance (1990) – J.T. Blake
- Total Recall (1990) – Richter
- Tales from the Crypt (TV) (1990) – Jerry
- Common Bonds (1991) – J.T. Blake
- Highlander II: The Quickening (1991) – Gen. Katana
- Payback (1991) – Sheriff Pete
- McBain (1991) – Frank Bruce
- Guncrazy (1992) – Mr. Kincaid
- Neon City (1992) – Harry M. Stark
- Killer Image (1992) – Luther Kane
- Deadly Surveillance (1991) – Fender
- The Vagrant (1992) – Lt. Ralf Barfuss
- Cafe Romeo (1992) – Natino
- Black Ice (1992) – Quinn
- Marked for Murder (1993) – Bats O'Bannion
- Night Trap (1993) – Bishop
- Sweet Killing (1993) – Insp. Garcia
- Free Willy (1993) – Dial
- Father Hood (1993) – Jerry
- Point of Impact (aka Spanish Rose) (1993) – Roberto Largo
- The Killing Machine (aka The Killing Man) (1994) -Mr. Green
- Bolt (1994) – Billy Niles
- Tokyo Cowboy (1994) – Lyle
- Save Me (1994) – Oliver
- Fortunes of War (1994) – Carl Pimmler
- Dead Man's Revenge (1994) – Luck Hatcher
- Forced to Kill (1994) – Sheriff Wilson
- Red Scorpion 2 (1994) – Col. West
- The Next Karate Kid (1994) – Col. Dugan
- Red Sun Rising (1994) – Capt. Meisler
- Probable Cause (1994) – Gary Yanuck
- Singapore Sling: Road to Mandalay (1995) – Steiger
- Tales from the Crypt (TV) (1995) – Burrows
- Major Payne (1995) – Lt. Col. Stone
- The Glass Shield (1995) – Baker
- ER (TV) (1995, 1998, 2002) – Dr. William 'Wild Willy' Swift
- seaQuest 2032 (TV) (1995–1996) – Captain Oliver Hudson
- The Destiny of Marty Fine (1996) – Mr. Capelli
- Terminal (1996) – Sterling Rombauer
- Too Fast Too Young (1996) – Capt. Floyd Anderson
- Portraits of a Killer (1996) – Sgt. Ernie Hansen
- One Way Out (1996) – Walt
- Kids of the Round Table (1997) – Butch Scarsdale
- The Arrow (1997) – CIA Director
- F/X: The Series (TV) (1997) – Montree
- One of Our Own (1997) – Det. Jack Cooper
- Cold Night Into Dawn (1997) – Frank Parr
- Starship Troopers (1997) – Jean Razak
- Captive (1998) – Detective Briscoe
- Black Light (1998) – Insp. Frank Schumann
- Ivory Tower (1998) – Marshall Wallace
- Witness to Yesterday (TV) (1998) – Vladimir Lenin
- Voyage of Terror (1998) – McBride
- Death Row the Tournament (1998) – Judge
- Going to Kansas City (1998) – Mike Malone
- Johnny 2.0 (1998) – Frank Donahue
- Desert Blue (1998) – Agent Frank Bellows
- Chicago Cab (aka Hellcab) (1998) – Al
- The Arrangement (aka Blood Money) (1999) – Det. Francis John 'Jack' Connor
- Question of Privilege (1999) – Lt. Robert Ingram
- Southern Cross (1999) – Garrison Carver
- A Twist of Faith (1999) – Alex Hunt
- The Omega Code (1999) – Dominic
- Cold Squad (TV) (1999) – Chief Magnus Mulray
- The Outer Limits (TV, episode Summit) (1999) – Ambassador Prosser
- Cause of Death (2000) – Jonas Phifer
- The Perfect Storm (2000) – Bob Brown
- Borderline Normal (2000) – Coach Rehmer
- Crime and Punishment in Suburbia (2000) – Fred Skolnick
- Heavy Metal 2000 (2000) – Tyler (voice)
- Nuremberg (2000) – Col. Burton C. Andrus
- Walker, Texas Ranger (TV) (2000) – Nolan Pierce
- The Red Phone: Manhunt (2001) – Bremer
- Down (aka The Shaft) (2001) – Gunter Steinberg
- The Outer Limits (TV, episode Rule of Law) (2001) – General Quince
- Children of the Corn: Revelation (2001) – Priest
- Jett Jackson: The Movie (2001) – Dr. Kragg
- Ignition (2001) – Jake Russo
- Mindstorm (2001) – Senator Bill Armitage
- Dead Awake (2001) – Skay
- Extreme Honor (2001) – Baker
- The Last Chapter (TV) (2002) – Bob Durelle
- The District (TV) (2002) – Dmitri Putin
- Fallen Angels (2002) – Sheriff Ed Rooney
- Fairytales and Pornography (2002) – Justice Coulton
- The Last Chapter II: The War Continues (TV) (2003) – Bob Durelle
- Hemingway vs. Callaghan (2003) – Harry
- The Failures (2003) – Depressor
- The Red Phone: Checkmate (2003) – Bohr
- Maximum Velocity (2003) – General Amberson
- Andromeda (TV) (2003, 2004) – The Patriarch
- The Machinist (2004) – Miller
- Smallville (TV) (2004, 2010) – General Sam Lane
- Medical Investigation (TV) (2004) – Ben Graybridge
- Young Blades (TV) (2005) – Cardinal Mazarin
- Desperate Housewives (TV) (2005, 2006) – Curtis Monroe
- Reeker (2005) – Henry
- Bloodsuckers (aka Vampire Wars: Battle for the Universe) (2005) – Muco
- Guy X (2005) – Guy X
- Deepwater (2006) – Walnut
- 1st Bite (2006) ... Theo
- Disaster Zone: Volcano in New York (2006) – Levering
- Stargate SG-1 (TV) (2006) – Seevis
- Masters of Horror (TV, episode The V Word) (2006) – Mr. Chaney
- The Veteran (TV) (2006) – Mark 'Doc' Jordan
- Command & Conquer 3: Tiberium Wars (VG) (2007) – Lieutenant General Jack Granger
- The Alphabet Killer (2008) – Captain Nathan Norcross
- Surveillance (2008) – Captain Billings
- Storm Cell (2008) – James
- Criminal Minds (TV) (2008) – John
- Mutants (2008) – Colonal Gauge
- Terminator Salvation (2009) – General Ashdown
- The Butcher (2009) – Teddy Carmichael
- Level 26: Dark Origins (2009) – Tom Riggins
- The Jazzman (2009) – Bernie
- Cold Case (TV) (2009) – Commandant Murillo
- Hardwired (2009) – Hal
- The Beacon (2009) – Officer Ned Hutton
- Eva (2009)
- Abduction of Jesse Bookman (2009) – Captain Jones
- The Bannen Way (2010) – Chief Bannen
- Castle (TV) (2010) – Victor Racine
- Beneath the Blue (2010) – Blaine
- Burn Notice (TV) (2010) – Gregory Hart
- Lake Placid 3 (2010) – Sheriff Tony Willinger
- Smallville (TV) (2010) – General Sam Lane
- X-Men: First Class (2011) – Captain of the 7th fleet
- Justified (TV) (2012) – Sarno
- Community (TV) (2012) – Lieutenant Colonel Norbert Archwood
- Vegas  (TV) (2013) - Porter Gainsley
- Ice Soldiers (2013)
- Extraterrestrial (2014)
- A Fighting Man (2014)
- Synchronicity (2015)
- 88 (2015)
- Turbo Kid (2015) -  Zeus
- Patient Seven (2016) - Dr. Daniel Marcus

### Actorie de voce
- în  seriale de animație 
  - Superman: The Animated Series – ca Darkseid
  - The New Batman Adventures – ca The Dark Knight Returns Batman
  - Justice League / Justice League Unlimited – ca Darkseid
  - Heavy Metal 2000 – ca Tyler
  - Wolverine and the X-Men – ca Colonel Moss
  - Transformers Prime Beast Hunters – ca Ultra Magnus
- în jocuri video 
  - Project I.G.I.: I'm Going In (2000) – ca David Llewellyn Jones (nemenționat)
  - Run Like Hell (2002) – Cmdr. Mason
  - Tom Clancy's Splinter Cell (video game) (2002) –  Sam Fisher
  - Tom Clancy's Splinter Cell: Pandora Tomorrow (2004) ca Sam Fisher
  - Tom Clancy's Splinter Cell: Chaos Theory (2005) – Sam Fisher
  - Tom Clancy's Splinter Cell: Essentials (2006) – Sam Fisher
  - Tom Clancy's Splinter Cell: Double Agent (2006) – Sam Fisher
  - TimeShift (2006) – Doctor Krone
  - Command and Conquer 3: Tiberium Wars (2007) – Gen. Jack Granger
  - Tom Clancy's Splinter Cell: Conviction (2010) – Sam Fisher

### Regizor
- The Arrangement (aka Blood Money) (1999)

### Scenarist
- The Arrangement (aka Blood Money) (1999)
- Chaindance (1990)